# Маэда, Мицуё
Мицуё Маэда  (яп. 前田光世 Маэда Мицуё, 18 ноября 1878 — 28 ноября 1941) — японский дзюдоист, профессиональный боец, сыграл важную роль в создании бразильского джиу-джитсу.

## Биография

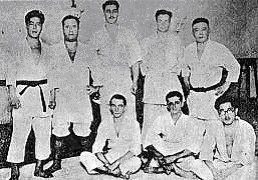
Мицуё Маэда со своим первыми бразильскими учениками

Родился в префектуре Аомори 18 ноября 1878 года. Когда ему было 17 лет, он переехал в Токио, где 6 июня 1897 года вступил в известную школу дзюдо Кодокан. Там он познакомился со знаменитым Дзигоро Кано, став непосредственным учеником Сакудзиро Ёкоямы (яп. 横山 作次郎 Ёкояма Сакудзиро:), который был известен как один из «Четырёх Королей Кодокана» за свои достижения в соревнованиях против джиу-джитсу школ во времена образования Кодокана.

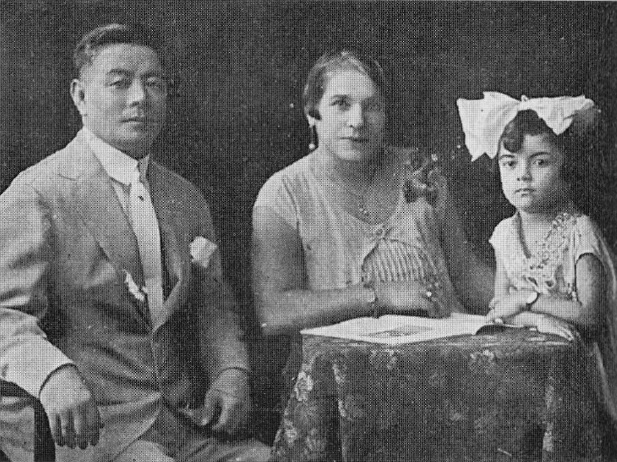
Маэда и его семья в Бразилии

В декабре 1904 года, вместе с Томита и Сатаке, приехал в Нью-Йорк. В феврале 1905 года публично продемонстрировал приемы дзюдо сначала в Принстонском университете, затем в Военной академии США в Вест-Пойнте. Затем побывал в Париже, на Кубе и в других странах Центральной Америки. 
В 1914 году прибыл в Бразилию, посетив города Порту-Алегри, Ресифи, Манаус и др., повсюду пропагандируя дзюдо и набирая учеников. В 1915—1916 годах путешествовал по Западной Европе, посетив Англию, Францию, Испанию и Португалию.
В 1917 году вернулся в Бразилию, обосновавшись в Белене, столице штата Пара, где женился и открыл собственную школу дзюдо. Завоевал огромный авторитет у бразильцев, успешно выступая на публике с демонстрацией приемов японских боевых искусств. Обладая скромными внешними данными — ростом 164 см и весом около 70 кг — неоднократно побеждал на поединках более высоких и массивных соперников.
В 1929 году Кодокан присвоил Маэде 6-й дан по дзюдо. В 1940 году японское правительство попросило его вернуться жить обратно на родину. Маэда отказался, несмотря на то, что переезд его семьи из Бразилии был бы оплачен правительством Японии. Маэда умер в возрасте шестидесяти трех лет в Белене и был похоронен на католическом кладбище Святой Изабеллы. Официальной причиной смерти была названа болезнь почек. Маэде был присвоен 7-й дан по дзюдо 28 ноября 1941 года, за один день до его смерти. В мае 1965 года Кодокан поставил Маэде памятный камень в городе Хиросаки за его заслуги в распространении дзюдо в Бразилии.